# Lost in Space Part II
Lost in Space Part II – minialbum grupy muzycznej Avantasia, wydany został 19 grudnia 2007 roku nakładem Nuclear Blast.

## Lista utworów
Opracowano na podstawie materiału źródłowego.
1. "Lost In Space" (3:52)
2. "Promised Land" (4:52)
3. "Dancing With Tears In My Eyes" (Ultravox cover) (3:53)
4. "Scary Eyes" (3:32)
5. "In My Defense" (Freddie Mercury cover) (3:58)
6. "Lost In Space" (Epic Version) (4:36)

Bonus
1. The Road To Avantasia (Raport ze studia oraz wywiad)
2. Slideshow

## Twórcy
Opracowano na podstawie materiału źródłowego.

- Tobias Sammet – śpiew, gitara basowa
- Sascha Paeth – gitara rytmiczna/gitara solowa
- Eric Singer – perkusja
- Jørn Lande – śpiew w utworze nr 2
- Michael Kiske – śpiew w utworze nr 2
- Amanda Somerville – śpiew w utworach nr 1 i 6
- Michael "Miro" Rodenberg – instrumenty klawiszowe, orkiestracje
- Henjo Richter – gitara solowa w utowrach nr 2, 3 i 4